# Midtnormal
Et linjestykkes midtnormal er den rette linje, som står vinkelret på linjestykket og går gennem dettes midtpunkt. Den er det geometriske sted for alle de punkter, der hver især ligger lige så langt fra linjestykkets ene endepunkt som fra det andet.  
Midtnormalen konstrueres ved i hvert af linjestykkets endepunkter at tegne en cirkel med en radius, der er lidt større end halvdelen af liniestykket. Forbindes cirklernes skæringspunkter fås midtnormalen. 
Tegner man midtnormalerne for hver af en trekants sider, vil de derfor gå gennem samme punkt: den omskrevne cirkels centrum.
I en trekant, hvor topvinklerne A, B og C samt disses modstående sider a, b og c kendes, kan midtnormalen gennem a's midtpunkt D, bestemmes således:
Først defineres forholdstallet:
{\displaystyle F={\frac {1}{2}}}.
Lader vi dernæst toppunkterne være givet ved:
{\displaystyle A_{t}=(A_{1},A_{2})},
{\displaystyle B_{t}=(B_{1},B_{2})} og
{\displaystyle C_{t}=(C_{1},C_{2})},
kan D's koordinater bestemmes sådan:
{\displaystyle D_{1}=B_{1}+F\left(C_{1}-B_{1}\right)=F\left(B_{1}+C_{1}\right)}
{\displaystyle D_{2}=B_{2}+F\left(C_{2}-B_{2}\right)=F\left(B_{2}+C_{2}\right)},
mens siden a's parametriske ligning er givet ved:
{\displaystyle \left(B_{1}+b_{1}t,B_{2}+b_{2}t\left\{b_{1}=C_{1}-B_{1},b_{2}=C_{2}-B_{2}\right\}\right)}.
Med definitionen af b1 og b2 har vi også en kartesisk ligning for a's midtnormal:
{\displaystyle b_{1}\left(x-D_{1}\right)+b_{2}\left(y-D_{2}\right)=0}. 
Siden b og dennes midtnormal er givet ved henholdsvis: 
{\displaystyle \left(C_{1}+c_{1}t,C_{2}+c_{2}t\left\{c_{1}=A_{1}-C_{1},c_{2}=A_{2}-C_{2}\right\}\right)} og 
{\displaystyle \left(E_{1}-c_{2}t,E_{2}+c_{1}t\left\{E_{1}=C_{1}+F\left(A_{1}-C_{1}\right),E_{2}=C_{2}+F\left(A_{2}-C_{2}\right)\right\}\right)}, 
og vi kan nu indsætte b's midtnormals ligning i a's med henblik på at bestemme skæringspunktet, 
dvs. den omskrevne cirkels centrum ( s1 ; s2 ): 
{\displaystyle b_{1}\left(\left(E_{1}-c_{2}t\right)-D_{1}\right)+b_{2}\left(\left(E_{2}+c_{1}t\right)-D_{2}\right)=0\Longleftrightarrow }
{\displaystyle t_{1}={\frac {-b_{1}E_{1}+b_{1}D_{1}-b_{2}E_{2}+b_{2}D_{2}}{-b_{1}c_{2}+b_{2}c_{1}}}}. 
{\displaystyle s_{1}=E_{1}-c_{2}t_{1}}
{\displaystyle s_{2}=E_{2}+c_{1}t_{1}}.    
Til sidst bestemmes cirklens ligning med alt, hvad dertil hører: 
{\displaystyle \left(x-s_{1}\right)^{2}+\left(y-s_{2}\right)^{2}=R^{2}}, 
{\displaystyle R={\frac {a}{2\sin A}}}, 
{\displaystyle A=\cos ^{-1}\left({\frac {b^{2}+c^{2}-a^{2}}{2bc}}\right)}, 
{\displaystyle a={\sqrt {b_{1}^{2}+b_{2}^{2}}},b={\sqrt {c_{1}^{2}+c_{2}^{2}}},c={\sqrt {\left(B_{1}-A_{1}\right)^{2}+\left(B_{2}-A_{2}\right)^{2}}}}. 
Bemærk, at enhver af de såkaldte sinusrelationer er lig med 2R, samt at siden c og dennes midtnormal ikke er defineret her, da vi blot behøver 2 sider med tilhørende midtnormaler, for at bestemme cirklens centrum. 